# 蘇姆卡爾縣
4°39′07″S 145°58′37″E / 4.652°S 145.977°E
蘇姆卡爾縣（英語：Sumkar District），是巴布亞新畿內亞的縣份之一，位於新畿內亞島東部，由馬當省負責管轄，首府設於卡爾卡爾島，面積2,001平方公里，2011年人口84,944，人口密度每平方公里42人。